# Сыдиево (Бургасская область)
Сыдиево (болг. Съдиево) — село в Бургасской области Болгарии. Входит в состав общины Айтос. Находится примерно в 7 км к юго-востоку от центра города Айтос и примерно в 22 км к северо-западу от центра города Бургас. По данным переписи населения 2011 года, в селе  проживало 374 человека.

## Население
| Год     | 1934 | 1946 | 1956 | 1965 | 1975 | 1985 | 1992 | 2001 | 2011 |
| ------- | ---- | ---- | ---- | ---- | ---- | ---- | ---- | ---- | ---- |
| Жителей | 933  | 1027 | 931  | 807  | 712  | 540  | 457  | 443  | 374  |

| Национальность | Человек | Процент |
| -------------- | ------- | ------- |
| болгары        | 360     | 98,09%  |
| цыгане         | 4       | 1,09%   |
| Всего ответов  | 367     |         |

|  |